# Chomelia
Chomelia är ett släkte av måreväxter. Chomelia ingår i familjen måreväxter.

## Dottertaxa tillChomelia, i alfabetisk ordning[1]
- Chomelia albicaulis
- Chomelia anisomeris
- Chomelia apodantha
- Chomelia bahiae
- Chomelia barbata
- Chomelia barbinervis
- Chomelia bella
- Chomelia boliviana
- Chomelia brachypoda
- Chomelia brasiliana
- Chomelia breedlovei
- Chomelia brevicornu
- Chomelia caurensis
- Chomelia chambersii
- Chomelia crassifolia
- Chomelia delascioi
- Chomelia dimorpha
- Chomelia ecuadorensis
- Chomelia estrellana
- Chomelia fasciculata
- Chomelia glabricalyx
- Chomelia glabriuscula
- Chomelia gracilis
- Chomelia grandicarpa
- Chomelia grandifolia
- Chomelia hirsuta
- Chomelia intercedens
- Chomelia juruensis
- Chomelia kirkbridei
- Chomelia klugii
- Chomelia laxiflora
- Chomelia longiflora
- Chomelia longituba
- Chomelia malaneoides
- Chomelia microloba
- Chomelia minutiflora
- Chomelia modesta
- Chomelia monachinoi
- Chomelia monantha
- Chomelia multiflora
- Chomelia myrtifolia
- Chomelia obtusa
- Chomelia occidentalis
- Chomelia oligantha
- Chomelia paniculata
- Chomelia parviflora
- Chomelia parvifolia
- Chomelia pedunculosa
- Chomelia pohliana
- Chomelia polyantha
- Chomelia pringlei
- Chomelia psilocarpa
- Chomelia pubescens
- Chomelia ramiae
- Chomelia randioides
- Chomelia rauwolfioides
- Chomelia recordii
- Chomelia ribesioides
- Chomelia rubra
- Chomelia rudis
- Chomelia schomburgkii
- Chomelia sericea
- Chomelia sessilis
- Chomelia spinosa
- Chomelia splitgerberi
- Chomelia stergiosii
- Chomelia tenuiflora
- Chomelia transiens
- Chomelia triantha
- Chomelia triflora
- Chomelia tristis
- Chomelia ulei
- Chomelia venezuelensis
- Chomelia venulosa
- Chomelia volubilis
- Chomelia vulpina